# روبن گارسیا (بازیکن فوتبال، زاده ۱۹۸۶)
روبن گارسیا (انگلیسی: Rubén García؛ زادهٔ ۱۶ ژانویهٔ ۱۹۸۶) بازیکن فوتبال اهل اسپانیا است.
از باشگاه‌هایی که در آن بازی کرده‌است می‌توان به اشاره کرد.
وی همچنین در تیم ملی فوتبال زیر ۱۹ سال اسپانیا بازی کرده‌است.